# Gimnasia correctiva
La gimnasia correctiva es aquella que tiene por objetivo la corrección postural del individuo, modificando y/o adaptando todos los mecanismos que hacen que ésta sea posible. La gimnasia correctiva está dotada de un extenso cuerpo de doctrinas y de experimentaciones.

## Indicaciones
- Dolor de espalda y cervical.
- Alteraciones del esquema corporal provocados por la vida diaria (laboral, doméstico,escolar).
- Deformidades de columna.
- Problemas durante el crecimiento. Educación postural para niños y adolescentes.
- Lesiones deportivas.
- Estrés
- Afectaciones neurológicas.[3]